# Bauhinia pringlei
Bauhinia pringlei är en ärtväxtart som beskrevs av Sereno Watson. Bauhinia pringlei ingår i släktet Bauhinia och familjen ärtväxter. Inga underarter finns listade i Catalogue of Life.